# Schistophleps subtilis
Schistophleps subtilis är en fjärilsart som beskrevs av Holloway 1979. Schistophleps subtilis ingår i släktet Schistophleps och familjen björnspinnare. Inga underarter finns listade.